# Cirkus Børnerock
Cirkus Børnerock er en dansk dokumentarfilm fra 1982, der er instrueret af Laus Bengtsson og Ebbe Preisler.

## Handling
Som et nyt ungdomsoprør gror tusinder af rockgrupper frem i garager og kældre overalt i Danmark. Ved en festival i Cirkusbygningen i København i februar 1981 optrådte disse 10-15 årige for mange tusinde jævnaldrende. Filmen tegner et tidsbillede af en generation af unge, der er født og opvokset under ungdomsoprøret.